# Dimos Chalandri
Dimos Chalandri (Chalandri) är en kommun i Grekland.   Den ligger i prefekturen Nomarchía Athínas och regionen Attika, i den sydöstra delen av landet, 9 km nordost om huvudstaden Aten. Antalet invånare är 74 192.